# Epitheca sepia
Epitheca sepia là loài chuồn chuồn trong họ Corduliidae. Loài này được Gloyd mô tả khoa học đầu tiên năm 1933.

## Hình ảnh

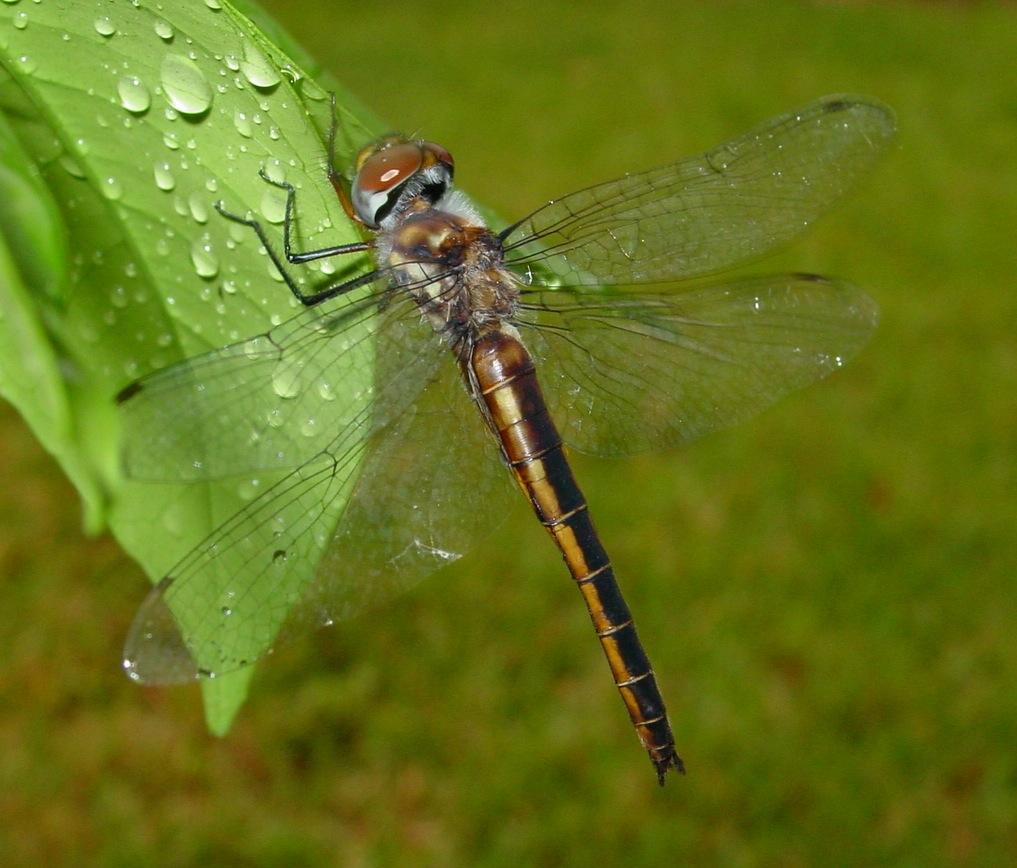